# 山口高清
山口 高清（やまぐち たかきよ、生年不詳 - 応安元年（1368年））は南北朝時代の武蔵国入間郡の国人。山口高実の子。山口高治の父。山口城城主。

## 生涯
応安元年（1368年）、新田義宗・脇屋義治の挙兵に呼応した武蔵平一揆で、一揆の中心であった河越直重、高坂氏の側につき河越館に拠った。その際手薄になった山口城は関東公方足利氏満・上杉憲顕に攻められ落城、夫人は稚子を抱いて池に入水した。高清は河越から取って返したが城内には入れず、瑞岩寺（所沢市山口字岩崎）で自刃した。
高清が用いていた鞍が、瑞岩寺に保存されている。